# ジェイド・ノース
ジェイド・ブロンソン・ノース（英語: Jade Bronson North、1982年1月7日- ）は、オーストラリア出身の元サッカー選手。ポジションはディフェンダー（本職はセンターバック）。
Kリーグ時代の登録名はジェイド（ハングル: 제이드）、Jリーグ時代の登録名はジェイド・ノース。
元サッカーオーストラリア代表。同国先住民アボリジニの血を引く選手としては初めてのA代表選手であり、腕のタトゥーには部族の名を刻んでいる。

## 経歴

### NSL・Aリーグ
ニューサウスウェールズ州・タリー (Taree) に生まれ、6歳の時にサッカーを始めた。11歳でクイーンズランド州・ブリスベンへ渡り、12歳の時にプロサッカー選手になることを決心した。
1998年、ブリスベン・ストライカーズFCでプロデビュー。NSLで実績を重ね、2004年にはU-23オーストラリア代表として、アテネオリンピックに出場。ベスト8に進出した。
2005年よりニューカッスル・ユナイテッド・ジェッツFCに加入し、同年より始まったAリーグで活躍。2007年6月に2年の契約延長をし、同年のシーズンでは主将を務めAリーグ優勝に導いた。
2008年、グラハム・アーノルドU-23オーストラリア代表監督から高いリーダー性を評価されオーバーエイジとして、北京オリンピックに参加。同年8月、オリンピックを終えたタイミングでの国外移籍を図る。トルコ・ガラタサライSKなどがノース獲得に動いたものの、ニューカッスルはガラタサライの提示を上回る違約金を要求し、撤退させた。

### 韓国・ノルウェー・日本
しかし、2年後のワールドカップオーストラリア代表メンバー入りを目指す上で、ピム・ファーベーク同国A代表監督からも国外でのプレーを勧められたことから 2008年末にも移籍を模索し、2009年より韓国・仁川ユナイテッドFCへ移籍。仁川での登録名は「ジェイド」。Kリーグにおいて、初のアジアクォーター制（アジア枠）の選手となった。
Kリーグでは序盤こそ出場機会を得られたが、自身にとって初めての海外移籍であり、異なる習慣、外国籍選手としてのプレッシャー、言葉の壁、粗悪な練習環境、サッカースタイルの違い、代表とチームとの往復などから適応に苦しみ、退団を余儀なくされる。
2010年2月、負傷中のケヴィン・ラーセン (Kevin Larsen) に代わるDFを求めていたノルウェー・トロムソILと6ヶ月契約を結び 極寒の環境下で奮闘。ワールドカップには予備登録30名のメンバーに選出されるも、負傷もあって 最終登録の23名には選外となった。トロムソからは慰留されたがAリーグ復帰を選び、同年7月、ウェリントン・フェニックスFCに加入。退団したDFジョン・マケインの後釜となり、かつてニューカッスル・ジェッツでCBのパートナーとして共に活躍したDFアンドリュー・デュランテ (Andrew Durante) と再びプレーすることとなった。
2011年2月、Jリーグ・FC東京のキャンプに練習生として参加し 首脳陣から高評価を得た。当初は3月中の合流が予定されていたが、東北地方太平洋沖地震の発生により、一時帰国（地震当時はメディカルチェック中だったとのこと）。同年4月になって加入が発表された。DF今野泰幸らのバックアッパーとして加入した ということもあって出場機会には恵まれなかったが、主力欠場の穴を埋めた。
シーズン後には、日本が施設やスタッフ、選手も含めていかにプロフェッショナルであるかを地元メディアに語るなど、Jリーグでのプレー継続を望んでいたところ、CBの補強が急務となっていたコンサドーレ札幌 がノースの高さと速さを評価し、2012年より札幌へ移籍。
札幌では守備陣を引き締め 一定の安定感をもたらしはした ものの、石崎信弘監督が「（被セットプレーの時に競り合える選手が）ジェイド1人しかいない」と述べるように 戦力は乏しく、ノースも「少しぐらいの痛みなら出続けたい」とコンディションが万全ではない中での出場を続けた こともあって、堅守を築くことはできなかった。この年限りで日本を離れたが、Jリーグについては、ヨーロッパに多くの選手を輩出している点、2部リーグ（J2）でもある程度強さを持つ点、普及プログラムが充実している点を挙げ、アジアでは群を抜いてベストのリーグだと評価している。

### Aリーグ復帰
2013年1月、ブリスベン・ロアーFCへ完全移籍。2016年までの契約を結んだ。ブリスベンに戻ってきた最大の理由として、自身の経験を還元し、FFAによる先住民のためのサッカープログラムを支援することを挙げている。同年7月、東アジアカップに出場。韓国及び日本でのプレー経験を持ち、両国サッカーを熟知するとして、中心選手に位置付けられた。
翌2013-14シーズンは、マット・スミス (Matt Smith) とCBでコンビを組み、リーグ最小失点での優勝を果たした。
2016年2月20日、第20節パース・グローリー戦でNSL・Aリーグ通算300試合出場達成。同シーズンは自身初のリーグベストイレブンに選ばれた。同年7月上旬のNAIDOCウィーク では、スポーツパーソン・オブ・ザ・イヤーに選出された。

## 個人成績
| 1998-99          | ブリスベンS                     |                                 | NSL              | 12       | 1        |              |              |          |          |
| 1999-00          | ブリスベンS                     |                                 | NSL              | 20       | 2        |              |              |          |          |
| 2000-01          | ブリスベンS                     |                                 | NSL              | 16       | 0        |              |              |          |          |
| 2001-02          | シドニーO                       |                                 | NSL              | 28       | 3        |              |              |          |          |
| 2002-03          | シドニーO                       |                                 | NSL              | 32       | 0        |              |              |          |          |
| 2003-04          | パース                          |                                 | NSL              | 22       | 0        |              |              |          |          |
| 2005-06          | ニューカッスル                  | 3                               | Aリーグ          | 21       | 0        |              |              |          |          |
| 2006-07          | ニューカッスル                  | 3                               | Aリーグ          | 18       | 1        |              |              |          |          |
| 2007-08          | ニューカッスル                  | 3                               | Aリーグ          | 25       | 0        |              |              |          |          |
| 2008-09          | ニューカッスル                  | 3                               | Aリーグ          | 16       | 1        |              |              |          |          |
| 韓国             | 韓国                            | 韓国                            | 韓国             | リーグ戦 | リーグ戦 | FA杯         | FA杯         | 期間通算 | 期間通算 |
| 2009             | 仁川                            | 6                               | Kリーグ          | 9        | 0        |              |              |          |          |
| ノルウェー       | ノルウェー                      | ノルウェー                      | ノルウェー       | リーグ戦 | リーグ戦 | ノルウェー杯 | ノルウェー杯 | 期間通算 | 期間通算 |
| 2010             | トロムソ                        | 4                               | ティッペリーガ   | 6        | 0        | 2            | 0            |          |          |
| ニュージーランド | ニュージーランド                | ニュージーランド                | ニュージーランド | リーグ戦 | リーグ戦 | オープン杯   | オープン杯   | 期間通算 | 期間通算 |
| 2010-11          | ウェリントン                    | 15                              | Aリーグ          | 19       | 0        |              |              |          |          |
| 日本             | 日本                            | 日本                            | 日本             | リーグ戦 | リーグ戦 | リーグ杯     | リーグ杯     | 期間通算 | 期間通算 |
| 2011             | FC東京                          | 36                              | J2               | 4        | 0        | -            | -            | 4        | 0        |
| 2012             | 札幌                            | 3                               | J1               | 21       | 0        | 2            | 0            | 23       | 0        |
| オーストラリア   | オーストラリア                  | オーストラリア                  | オーストラリア   | リーグ戦 | リーグ戦 | FFA杯        | FFA杯        | 期間通算 | 期間通算 |
| 2012-13          | ブリスベンR                     | 13                              | Aリーグ          | 10       | 0        | -            | -            | 10       | 0        |
| 2013-14          | ブリスベンR                     | 13                              | Aリーグ          | 22       | 1        | -            | -            | 22       | 1        |
| 2014-15          | ブリスベンR                     | 13                              | Aリーグ          | 19       | 0        | 2            | 0            | 21       | 0        |
| 2015-16          | ブリスベンR                     | 13                              | Aリーグ          | 29       | 3        | 1            | 0            | 30       | 3        |
| 2016-17          | ブリスベンR                     | 13                              | Aリーグ          |          |          |              |              |          |          |
| 通算             | オーストラリア                  | オーストラリア                  | NSL              | 130      | 6        |              |              |          |          |
| 通算             | オーストラリア ニュージーランド | オーストラリア ニュージーランド | Aリーグ          | 179      | 6        | 3            | 0            | 182      | 6        |
| 通算             | 韓国                            | 韓国                            | Kリーグ          | 9        | 0        |              |              |          |          |
| 通算             | ノルウェー                      | ノルウェー                      | ティッペリーガ   | 6        | 0        | 2            | 0            |          |          |
| 通算             | 日本                            | 日本                            | J1               | 21       | 0        | 2            | 0            | 23       | 0        |
| 通算             | 日本                            | 日本                            | J2               | 4        | 0        | -            | -            | 4        | 0        |
| 総通算           | 総通算                          | 総通算                          | 総通算           | 349      | 12       | 7            | 0            | 356      | 6        |

| 国際大会個人成績 | 国際大会個人成績 | 国際大会個人成績 | 国際大会個人成績 | 国際大会個人成績 |
| 年度             | クラブ           | 背番号           | 出場             | 得点             |
| AFC              | AFC              | AFC              | ACL              | ACL              |
| ---------------- | ---------------- | ---------------- | ---------------- | ---------------- |
| 2015             | ブリスベンR      | 13               | 3                | 0                |
| 通算             | AFC              | AFC              | 3                | 0                |

その他の公式戦
- 2005年 - Aリーグ チャレンジカップ 3試合0得点
- 2006年 - Aリーグ チャレンジカップ 5試合1得点
- 2007年 - Aリーグ チャレンジカップ 4試合0得点
- 2013年 - AFCチャンピオンズリーグ2013#プレーオフ 1試合0得点

出場歴
- 2006年10月14日：Aリーグ初得点 - 第8節 vsニュージーランド・ナイツFC (エナジーオーストラリア)
- 2009年03月08日：Kリーグ初出場 - 第1節 vs釜山アイパーク (仁川文鶴)
- 2010年03月14日：ティッペリーガ初出場 - 第1節 vsヘーネフォスBK (Alfheim Stadion) [47]
- 2011年05月28日：Jリーグ ディビジョン2初出場 - J2第14節 vs京都サンガF.C. (西京極)
- 2012年03月10日：Jリーグ ディビジョン1初出場 - J1第1節 vsジュビロ磐田 (札幌ドーム)

## 代表歴
- A代表初出場 2002年7月6日 OFCネイションズカップ2002 vsサッカーバヌアツ代表 (オークランド)

### 出場大会など
- U-17オーストラリア代表
  - 1998年
  - 1999年 FIFA U-17世界選手権・ニュージーランド大会 (準優勝)
- U-20オーストラリア代表
  - 2001年
- U-23オーストラリア代表
  - 2004年 アテネオリンピック (ベスト8)
  - 2008年 北京オリンピック (グループリーグ敗退) ※オーバーエイジ
- オーストラリア代表
  - 2002年 OFCネイションズカップ2002 (準優勝)
  - 2004年 OFCネイションズカップ2004 (優勝)、FIFAワールドカップ・オセアニア2次予選
  - 2005年
  - 2006年 AFCアジアカップ・最終予選
  - 2007年
  - 2008年 FIFAワールドカップ・アジア3次予選
  - 2009年 FIFAワールドカップ・アジア最終予選
  - 2010年 AFCアジアカップ・最終予選
  - 2011年 AFCアジアカップ2011 (準優勝)
  - 2012年 FIFAワールドカップ・アジア3次予選、最終予選
  - 2013年 FIFAワールドカップ・アジア最終予選、東アジアカップ2013 (4位)

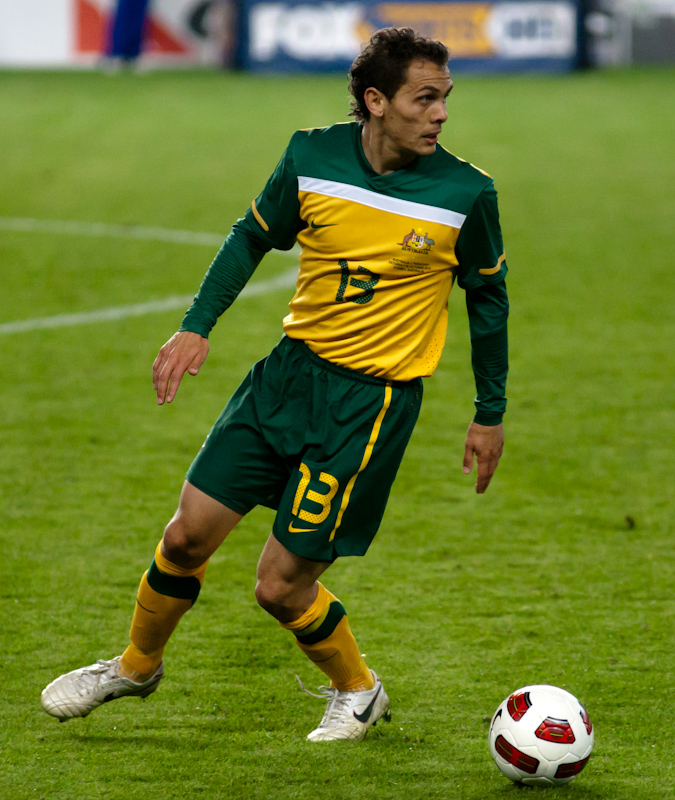
オーストラリア代表でのノース

### 試合数
- 国際Aマッチ 41試合（2002年-2013年）[48]

| オーストラリア代表 | 国際Aマッチ | 国際Aマッチ |
| 年                 | 出場        | 得点        |
| ------------------ | ----------- | ----------- |
| 2002               | 4           | 0           |
| 2003               | 0           | 0           |
| 2004               | 6           | 0           |
| 2005               | 1           | 0           |
| 2006               | 3           | 0           |
| 2007               | 1           | 0           |
| 2008               | 8           | 0           |
| 2009               | 5           | 0           |
| 2010               | 3           | 0           |
| 2011               | 3           | 0           |
| 2012               | 5           | 0           |
| 2013               | 2           | 0           |
| 通算               | 41          | 0           |

## タイトル
シドニー・オリンピックFC
- オーストラリアン・ナショナルサッカーリーグ：1回（2001-02[5]）

パース・グローリーFC
- オーストラリアン・ナショナルサッカーリーグ：1回（2003-04[5]）

ニューカッスル・ユナイテッド・ジェッツFC
- Aリーグチャンピオンシップ：1回（2007-08[5]）

FC東京
- Jリーグ ディビジョン2：1回（2011年）
- 天皇杯全日本サッカー選手権大会：1回（2011）

ブリスベン・ロアーFC
- Aリーグレギュラーシーズン：1回（2013-14）
- Aリーグチャンピオンシップ：1回（2013-14）

オーストラリア代表
- OFCネイションズカップ：1回（2004）

個人
- Aリーグベストイレブン (2015-16)

## 関連書籍
- Maynard, John (2012). 「The Aboriginal Soccer Tribe: A History of Aboriginal Involvement With the World Game」. Bookland Press. p. 192. ISBN 978-1926956336